# Horezui kolostor
A horezui kolostort Constantin Brâncoveanu havasalföldi fejedelem alapította 1690-ben. Az 1693-ban elkészült építmény kiemelkedő példája a Brâncoveanu-stílusnak.
Horezu város Vâlcea megye közepén helyezkedik el, Románia Olténia nevű részén. Körülbelül félúton van a megyeközpont Râmnicu Vâlcea és Târgu Jiu között.

## Története

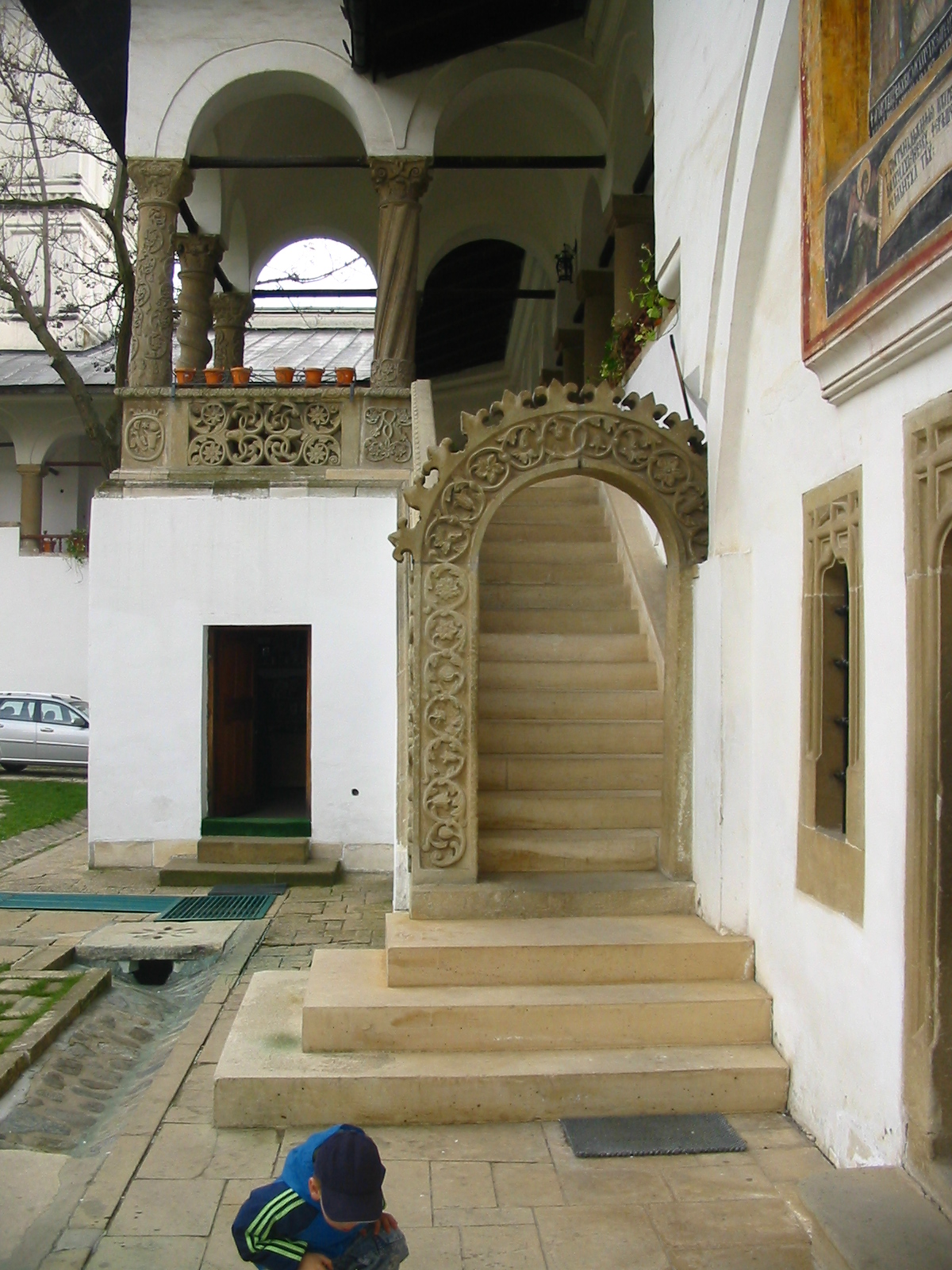
A könyvtár bejárata

1695. április 25-én 1695 az alapító Constantin Brâncoveanu több birtokot adományozott a kolostornak Vâlcea, Dolj, Mehedinți és Ilfov megyékben. Ezenkívül több nyomdát is alapított, illetve több könyv nyomtatását finanszírozta, így a horezui kolostor erős kulturális központtá vált.
Itt alapította meg híres könyvtárát is, amely évszázadokon át fennmaradt. Egy 1791-ben összeállított katalógus szerint a könyvtár birtokában 382 nyomtatott kötet és 46 kézirat volt; ezek közül 115 román nyelven íródott. A könyvtár állományában volt például Homérosz Odüsszeiája (1541-es bázeli kiadás), Euripidész tragédiái (Bázel, 1551), Justinianus novellái (Párizs, 1568), valamint különböző bizánci történészek (pl.(Anna Komnéna) művei. 
A kolostor építőmesterei Istrate (ács), Vucașin Caragea (kőfaragó) és Manea (kőművesmester) voltak. A festők neve Constantin Ioan, Andrei, Stan, Neagoe és Ichim.

## A kolostori egység
Az egész épületcsoportot az egységesség jellemzi. A kelet-nyugati főtengely a meghatározó, amelyikhez a négy, különböző fázisban épített, lakóépületet igazították.
Kolostori egység a következő épületekből áll:
- A kolostor temploma, amely a csoport központjában helyezkedik el és amit Constantin Brâncoveanu uralkodó és tudós alapított.
- A betegszoba imaháza, amit az uralkodó felesége Mária nagyasszony alapított 1696-ban.
- "A szent apostolok" remetelaka, amit a kolostor apátja alapított 1698-ban.
- "Szent István" remetelaka, az uralkodó fiáról elnevezve aki egyeben az alapítója is volt 1703-ban.

A négyszögletes központi területet északon a lakócellák emeletes épülete zárja, amelyet harmonikus árkád formában kiviteleztek. Délről az apátsági rezidencia zárja, amit a harangláb és egy impozáns tanácsterem egészít ki. A nyugati oldalt az ebédlőterem zárja, ami fölé a kápolna épült.
A kolostort az UNESCO 1993-ban a világörökség részévé nyilvánította.

## Fordítás
Ez a szócikk részben vagy egészben a Mănăstirea Horezu című román Wikipédia-szócikk ezen változatának fordításán alapul.  Az eredeti cikk szerkesztőit annak laptörténete sorolja fel. Ez a jelzés csupán a megfogalmazás eredetét és a szerzői jogokat jelzi, nem szolgál a cikkben szereplő információk forrásmegjelöléseként.

## Külső hivatkozások
- A kolostor az UNESCO honlapján
- Comisia Națională a României pentru UNESCO
- Mănăstirea Horezu